# موصل خلوي
موصل خلوي أو مِفْصَل الخلية أو اتحاد الخلية أو ارتباطها (بالإنجليزية: Cell junction)‏ أو جسر بيخلوي (بالإنجليزية: Intercellular bridge)‏ هو بنية تتواجد في أنسجة بعض الكائنات متعددة الخلايا، كمثال الحيوانات. تتكون مفاصل الخلايا من مركب متعدد البروتينات يوفر هذا الأخير إتصالا بين الخلايا المتجاورة أو بين خلية والنسيج خارج الخلية. تتواجد هذه البنيات بشكل وفير في الأنسجة الطلائية.
مفاصل الخلايا لها أهمية خاصة في تمكين الإتصال بين الخلايا المتجاورة عن طريق بروتينات متخصصة، كما أن لها أهمية في تخفيف الجهد المفروض على الخلايا.

## الأنواع

رسم توضيحي لبعض الأمثلة على مفاصل الخلايا

توجد في الفقاريات ثلاثة أنواع رئيسية من المفاصل الخلوية:
- المفاصل المعلقة: ديزموسوم، أدهيرين، هيميديزموسوم
- المفاصل الفجوية (المفاصل التفاهمية)
- المفاصل المحكمة

اللافقاريات لديها عدة أنواع أخرى من المفاصل نذكر منها على سبيل المثال: Septate junctions و C. elegans apical junction.

### المفاصل المعلقة
المفاصل المعلقة (بالإنجليزية: Anchoring junctions)‏
توجد هذه المفاصل بشكل شائع في الأنسجة التي تتعرض لشد ميكانيكي كالعضلات والجلد، والقلب.
| المفصل        | بروتين التعليق | الرابط عبر الغشائي | يربط الخلية بـ:                    |
| ------------- | -------------- | ------------------ | ---------------------------------- |
| ديزموسوم      | خيط متوسط      | كادهيرين           | خلايا أخرى                         |
| هيميديزموسوم  | خيط متوسط      | إنتغرين            | نسيج بيني خارج الخلية              |
| مفاصل أدهيرين | خيوط أكتين     | كادهيرين / إنتغرين | خلايا أخرى / نسيج بيني خارج الخلية |

### المفاصل الفجوية

رسم توضيحي للمفاصل الفجوية

المفاصل الفجوية (بالإنجليزية: Gap junctions)‏ أو المفاصل التفاهمية (بالإنجليزية: Communicating junctions)‏ تسمح بالإتصال الكيميائي المباشر بين خليتين متجاورتين عن طريق قناة من دون الإتصال مع السائل الخارجي. هذا ممكن بفضل مركبات تسمى كونيكسون وهي تراكيب معقدة تتكون من ستة بروتينات. تمتد مركبات كونيكسون عبر غشاء الخلية، وعندما ينتظم اثنان من كونيكسون في خليتين متجاورتين في صف واحد يتشكل المفصل الفجوي ما يصنع قناة مفتوحة تخترق الغشاء البلازمي لكلا الخليتين.

### المفاصل المُحْكَمة
المفاصل المُحْكَمة (بالإنجليزية: Tight junctions)‏ هي مفاصل شديدة الإحكام تربط الأغشية الخلوية للخلايا المتجاورة في طبقة حيث يبدو غشائي الخليتين المتجاورتين ملتصقين تماماً، وتمنع هذه المفاصل الجزيئات الصغيرة من التسرب بين الخلايا.

## وصلات خارجية
- Alberts، Bruce؛ Johnson، Alexander؛ Lewis، Julian؛ Raff، Martin؛ Roberts، Keith؛ Walter، Peter (2002). "Cell Junctions". Molecular Biology of the Cell (ط. 4th). New York: Garland Science. ISBN:0-8153-3218-1. مؤرشف من الأصل في 2019-09-19.
- Intercellular+Junctions في المكتبة الوطنية الأمريكية للطب نظام فهرسة المواضيع الطبية (MeSH).

- Cell-Matrix+Junctions في المكتبة الوطنية الأمريكية للطب نظام فهرسة المواضيع الطبية (MeSH).